# 瑪家郷

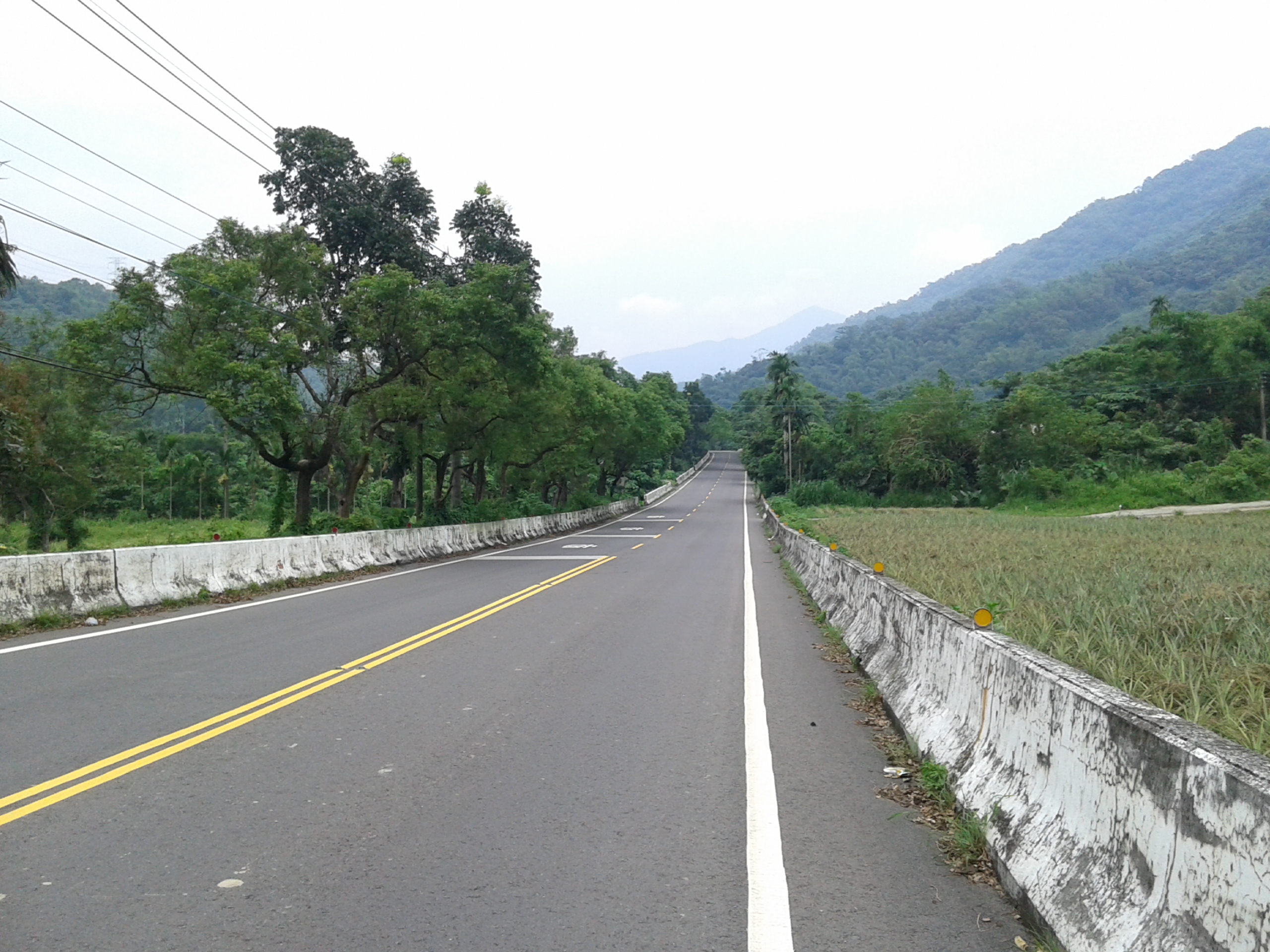
内埔郷との境界線を成す県道185号

瑪家郷（マージア/まか-きょう）は台湾屏東県の郷。

## 地理
瑪家郷は屏東県東北部に位置し、北は三地門郷と、東は台東県金峰郷と、東北は霧台郷と、西は内埔郷と、西南は万巒郷と、南は泰武郷とそれぞれ接している。
中央山脈南部、大武山の北側に位置するため地勢険しく起伏に富んでいる。住民は原住民であるパイワン族が多くを占める。

## 歴史
瑪家郷は古くはパイワン族マカザヤザヤ社(Makazayazaya)の居住地であった。「マカザヤザヤ」とはパイワン語で「傾斜した山地」の意味である。日本統治時代、それまで山間部に分散していた原住民の集落化が推進され、その結果「マカザヤザヤ（Makazayazaya）」、「マシリタ（Mashirita）」、「ワカバ」、「カサギザン（Kazagizan）」、「下パイワン（Su-Paiwan）」の5村落が形成され、警察駐在所が地方行政事務を受け持った。1920年の台湾地方制度改制の際に高雄州屏東郡（後に潮州郡）に帰属することとなった。戦後は5村の名称を「瑪家」、「北葉」、「涼山」、「佳義」、「筏湾（後に排湾と再度改称）」と改称され，郷名を「瑪佳沙」とした。その後1946年に「瑪家郷」と改称され高雄県の管轄となり、更に1950年に屏東県に帰属し現在に至っている。

## 行政区
| 村                                             |
| ---------------------------------------------- |
| 三和村、北葉村、瑪家村、涼山村、佳義村、排湾村 |

## 歴代郷長
| 代 | 氏名 | 着任日 | 退任日 |
| -- | ---- | ------ | ------ |

## 教育

### 国民中学
- 屏東県立瑪家国民中学

### 国民小学
- 屏東県立佳霧国民小学
- 屏東県立北葉国民小学

## 交通
| 種別 | 路線名称 | その他 |
| ---- | -------- | ------ |
| 省道 | 台24線   |        |

## 観光
- 台湾原住民文化園区
- 涼山瀑布
- 笠頂山
- 沙拉湾瀑布群
- 白賓山
- 旧筏渓射鹿部落
- 射鹿渓瀑布群